# Magica (Luca Dirisio)
Magica è un brano musicale pubblicato come primo singolo estratto dall'album 300 all'ora del cantautore italiano Luca Dirisio.
Il brano è stato reso disponibile per il download digitale per la rotazione radiofonica a partire dal 9 maggio 2008.

## Il video
Il video musicale prodotto per Magica è stato reso disponibile il 30 maggio 2008, in concomitanza con l'uscita dell'album 300 all'ora. La regia del video è affidata al regista Stefano Bertelli, mentre la produzione è curata dalla Seenfilm. Il video è una chiara accusa da parte di Dirisio alle major discografiche.

## Tracce
Download digitale
1. Magica - 3:55